# René
René je francouzské mužské křestní jméno, které pochází z latinského renatus, což znamená „znovuzrozený“.
Podle českého občanského kalendáře slaví svátek 28. listopadu.

## Statistické údaje
Následující tabulka uvádí četnost jména v ČR a pořadí mezi mužskými jmény ve srovnání dvou roků, pro které jsou dostupné údaje MV ČR – lze z ní tedy vysledovat trend v užívání tohoto jména:
| Rok       | Četnost   | Pořadí      |
| 1999      | 8657      | 70.         |
| 2002      | 8749      | 70.         |
| Porovnání | o 92 více | žádná změna |
| 2006      | 9076      | 70.         |

Změna procentního zastoupení tohoto jména mezi žijícími muži v ČR (tj. procentní změna se započítáním celkového úbytku mužů v ČR za sledované tři roky 1999-2002) je +1,8%.

## Známí nositelé jména
- René Andrle – český cyklista
- René Auberjonois (herec) – americký herec, vnuk švýcarského malíře
- René Auberjonois (malíř) – švýcarský malíř
- René Bolf – český fotbalista
- René Descartes – francouzský filosof a matematik
- René Dreyfus – francouzský automobilový závodník
- René Fonck – francouzský stíhací pilot
- René Gabzdyl - český zpěvák, tanečník a herec
- René Guénon – francouzský myslitel a filosof
- René Goscinny – francouzský spisovatel
- René Novotný – český krasobruslař
- René Slováčková – česká herečka
- René Steinke – německý herec
- René Kočík – český novinář, ukrajinista, šéfredaktor časopisu Týdeník Rozhlas
- Renne Dang – raper Blakkwood Records
- René Zavoral – mediální manažer
- François-Auguste-René de Chateaubriand – francouzský politik a spisovatel, jeden ze zakladatelů romantismu, mj. autor románu René